# Bokšić Lug
Bokšić Lug falu Horvátországban, Eszék-Baranya megyében. Közigazgatásilag Gyurgyenováchoz tartozik.

## Fekvése
Eszéktől légvonalban 48, közúton 61 km-re nyugatra, Nekcsétől légvonalban 14, közúton 20 km-re északra, községközpontjától légvonalban 8, közúton 12 km-re északra, a Szlavóniai-síkságon fekszik. A falut a PPK Orahovica mezőgazdasági és élelmiszeripari kombinát halastavai övezik. A falu mellett folyik a Papuk-hegységben eredő Vučica-patak. Öt utcája van: a Bokšićka, a Šumska, a Primorska, a Braće Radić és a Matije Gupca.

## Története
A falu a 19. század második felében keletkezett Bokšić északi, Lug nevű határrészén. Első lakói a környező földek megművelésére betelepített dunai svábok, felvidéki szlovákok és dél-magyarországi magyarok voltak. 1890-ben 51, 1910-ben 93 lakosa volt. Verőce vármegye Nekcsei járásához tartozott. Az 1910-es népszámlálás adatai szerint lakosságának 53%-a német, 33%-a magyar, 9%-a szlovák, 4%-a horvát anyanyelvű volt. Az első világháború után 1918-ban az új szerb-horvát-szlovén állam, majd később (1929-ben) Jugoszlávia része lett. Az 1920-as években az ország különböző részeiről nagyszámú horvát család települt be. A második világháború során a német és magyar lakosságot a partizánok elüldözték. Helyükre a háború után újabb horvát családok érkeztek. Az 1970-es évektől a fiatalok elvándorlása miatt lakossága folyamatosan csökken. 1991-ben lakosságának 96%-a horvát nemzetiségű volt. 2011-ben 259 lakosa volt.

## Lakossága
| Lakosság változása | Lakosság változása | Lakosság változása | Lakosság változása | Lakosság változása | Lakosság változása | Lakosság változása | Lakosság változása | Lakosság változása | Lakosság változása | Lakosság változása | Lakosság változása | Lakosság változása | Lakosság változása | Lakosság változása | Lakosság változása |
| ------------------ | ------------------ | ------------------ | ------------------ | ------------------ | ------------------ | ------------------ | ------------------ | ------------------ | ------------------ | ------------------ | ------------------ | ------------------ | ------------------ | ------------------ | ------------------ |
| 1857               | 1869               | 1880               | 1890               | 1900               | 1910               | 1921               | 1931               | 1948               | 1953               | 1961               | 1971               | 1981               | 1991               | 2001               | 2011               |
| 0                  | 0                  | 0                  | 51                 | 67                 | 93                 | 18                 | 524                | 617                | 672                | 578                | 430                | 336                | 319                | 307                | 259                |

(1890-től településrészként, 1948-tól önálló településként.)

## Nevezetességei
Szent György tiszteletére szentelt római katolikus temploma a bokšići Szent Péter plébánia filiája.

## Sport
Az NK Lug labdarúgócsapata a megyei 3. ligában szerepel.

## Egyesületek
DVD Bokšić Lug önkéntes tűzoltó egyesület.